# اورلیکن
اورلیکن (انگلیسی: Oerlikon) شرکت مهندسی و ساخت سوئیسی است، که در سال ۱۹۷۳ تأسیس شد.